# 284945 Saint-Imier
284945 Saint-Imier è un asteroide della fascia principale. Scoperto nel 2010, presenta un'orbita caratterizzata da un semiasse maggiore pari a 3,0703906 UA e da un'eccentricità di 0,0761433, inclinata di 4,78049° rispetto all'eclittica.